# Нял
Нял (рос. Нял) — станція у Кольському районі Мурманської області Російської Федерації.
Населення становить 7 осіб. Належить до муніципального утворення Туломське сільське поселення .

## Населення
| 2002 | 2010 |
| ---- | ---- |
| 52   | ↘7   |